# Adrenalina
A adrenalina ou epinefrina é um hormônio simpaticomimético e neurotransmissor responsável por preparar o organismo para a realização de grandes feitos, derivado da modificação de um aminoácido aromático (tirosina), secretado pelas glândulas suprarrenais, assim chamadas por estarem acima dos rins. Em momentos de "stress", as suprarrenais secretam quantidades abundantes deste hormônio que prepara o organismo para grandes esforços físicos, estimula o coração, eleva a tensão arterial, relaxa certos músculos e contrai outros.
Em maio de 1886, William Horatio Bates anunciou o descobrimento da substância produzida pela glândula adrenal no New York Medical Journal. Foi também identificada em 1895 por Napoleão Cybulski, um fisiólogo polaco. A descoberta foi repetida em 1897 por John Jacob Abel. Jokichi Takamine, um químico japonês, descobriu a mesma hormona em 1900, sem conhecimento dos anteriores. Foi sintetizada artificialmente por Friedrich Stolz em 1904.
Deve-se notar também que a epinefrina já foi o maior  responsável pela sobrevivência do homem, especialmente no período paleolítico. No desenvolvimento humano, a adrenalina foi de fundamental importância para a seleção natural, a partir do fato que indivíduos que conseguiam sintetizar mais eficientemente esse hormônio tinham maiores vantagens em situações de risco, tais como, mas não limitadas a: raciocínio acelerado, visão melhorada devido à dilatação das pupilas, além de acelerar o ritmo cardíaco e o funcionamento dos pulmões. Isso era especialmente vantajoso na caça e em conflitos.

## Origem do nome
A palavra adrenalina foi criada pelo cientista que conseguiu isolar este hormônio pela primeira vez, o cientista japonês Takamine Jōkichi , que formou o nome em questão, tomando o nome dos rins, sobre o qual se situam as glândulas secretoras, como já mencionado.
Utilizou então ad- (prefixo que indica proximidade), renalis (relativo aos rins) e o sufixo -ina, que se aplica a algumas substâncias químicas (as aminas).

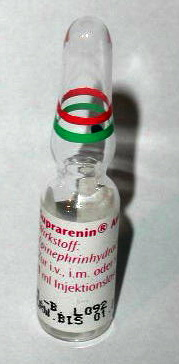
Ampola de adrenalina

Quando lançada na corrente sanguínea, devido a quaisquer condições do meio ambiente que ameacem a integridade física do corpo (fisicamente, ou psicologicamente como a ansiedade), a adrenalina aumenta a frequência dos batimentos cardíacos (cronotrópica positiva) e o volume de sangue por batimento cardíaco, eleva o nível de açúcar no sangue (hiperglicemiante), minimiza o fluxo sanguíneo nos vasos e no sistema intestinal enquanto maximiza o tal fluxo para os músculos voluntários nas pernas e nos braços e "queima" gordura contida nas células adiposas. Isto faz com que o corpo esteja preparado para uma reação, como reagir agressivamente ou fugir, por exemplo.
Afeta tanto os receptores beta¹-adrenérgico (cardíaco) e beta²-adrenérgico (pulmonar). Possui propriedades alfa- adrenérgicas que resultam em vasoconstrição.
A adrenalina também tem como efeitos terapêuticos a broncodilatação, o controle da frequência cardíaca e da pressão arterial, dependendo da dose. Na anestesia local é utilizada como coadjuvante, causando vasoconstrição para perdurar o efeito do anestésico, visto que uma área menor de vaso sanguíneo degradará menos o fármaco.
| Receptor Alfa                         | Receptor Beta                              |
| ------------------------------------- | ------------------------------------------ |
| Vasoconstrição (cutânea, renal, etc.) | Vasodilatação (músculo esquelético, etc.)  |
| Contração da cápsula esplênica        | Cardioaceleração                           |
| Contração do miométrio                | Aumento da força de contração do miocárdio |
| Contração do dilatador da íris        | Relaxamento do miométrio                   |
| Contração da membrana nictitante      | Relaxamento bronquial                      |
| Relaxamento intestinal                | Relaxamento intestinal                     |
| Contração pilomotora                  | Glucogenólise                              |
| Lipólise                              | Calorigênese                               |